# Vozrojdénie (Ólguinskaia)
|  | Per a altres significats, vegeu «Vozrojdénie». |

Vozrojdénie - Возрождение (rus) és un possiólok del krai de Krasnodar, a Rússia. Es troba al sud-est de la desembocadura del riu Beissug a la mar d'Azov. És a 41 km al sud-est de Primorsko-Akhtarsk i a 104 km al nord de Krasnodar.
Pertany a l'stanitsa d'Ólguinskaia.